# Grga Peroš
Grga Peroš (Zagreb, 18. travnja 1983.), hrvatski je bariton. Operni je solist Gradskog kazališta Gießen u Njemačkoj.

## Životopis
Grga Peroš rođen je 1983. godine u Zagrebu. Prapraunuk je hrvatskog povjesničara Ferde Šišića. U predškolskoj dobi započinje svoje glazbeno obrazovanje u zagrebačkoj školi funkcionalne muzičke pedagogije (FMP, danas Glazbeno učilište Elly Bašić), gdje 2001. godine završava i srednjoškolsko obrazovanje glazbenika teorijskog smjera. Godine 2002. upisuje dvopredmetni studij Filozofije i Indologije (2003. se prebacuje s Indologije na Informacijske znanosti) na Filozofskom fakultetu Sveučilišta u Zagrebu. Nakon tri godine učenja solo pjevanja u klasi Dubravke Krušelj Jurković, prof. pri GU Elly Bašić, 2011. godine upisuje studij Solo pjevanja na Sveučilištu za glazbu i izvedbene umjetnosti u Grazu (Universität für Musik und darstellende Kunst Graz), gdje 2015. završava bakalaureat (BA), te 2018. i magisterij (MA) u klasi profesora Ulfa Bästleina.
Nakon angažmana u ansamblu Gradskog kazališta u austrijskom Klagenfurtu (2015./16.), od prosinca 2016. članom je ansambla Gradskog kazališta Gießen.
Kao gost solist nastupao je u Operi Graz, Deutsche Oper am Rhein (Düsseldorf), Staatstheater Augsburg, Staatstheater Meiningen, Oper Halle i HNK Split.

## Nagrade
- 2019. - Nagrada za znanost Grada Graza (Der Wissenschaftspreis der Stadt Graz)[5][6]

## Vanjske poveznice
- Grga Peroš - Stadttheater Giessen  Arhivirana inačica izvorne stranice od 22. rujna 2020. (Wayback Machine)
- Grga Peroš - Operabase